# Kennedy Rocha
Kennedy Rocha Pereira (San Marcos 30 de octubre de 1996) es un futbolista brasileño que juega como delantero en el deportivo Mixco de la Liga Nacional de Guatemala.

## Clubes
| Club                     | País         | Año             |
| ------------------------ | ------------ | --------------- |
| Sertãozinho              | Brasil       | 2018-2019       |
| Jicaral                  | Costa Rica   | 2019            |
| Escazuceña               | Costa Rica   | 2020            |
| Barrio México            | Costa Rica   | 2020-2021       |
| Jicaral                  | Costa Rica   | 2021            |
| Herediano                | Costa Rica   | 2021-2023       |
| Real España              | Honduras     | 2023-2024       |
| Cartagines               | Costa Rica   | 2024            |
| Club Deportivo Marquense | 🇬🇹 Guatemala | 2025            |
| Deportivo Mixco          | 🇬🇹 Guatemala | 2025-Actualidad |

## Palmarés

### Campeonatos nacionales
| Título                  | Club                 | País       | Año  |
| Torneo de Apertura      | Club Sport Herediano | Costa Rica | 2021 |
| Supercopa de Costa Rica | Club Sport Herediano | Costa Rica | 2022 |
| ----------------------- | -------------------- | ---------- | ---- |